# 黄市镇 (如皋)
黄市镇是中國江苏省南通市如皋市的一個鎮，坐落在历史文化古城如皋的西南角，与靖江、泰兴交界。該鎮面積32.08平方公里，人口34392人。2005年，与江安镇合并。